# Gideon Sa'ar
Gideon Sa'ar o Guideon Saar (hebreo: גִּדְעוֹן סַעַר; Tel Aviv, 9 de diciembre de 1966) es un político israelí. Fue miembro del parlamento israelí (Knéset) desde 2003 a 2014 y resultó nuevamente elegido en 2019. Ha desempeñado los cargos de ministro de Educación desde 2009 a 2013 y de ministro del Interior desde 2013 a 2014.

## Biografía
Gideon Moshe Serchanski Sa'ar nació en Tel Aviv, hijo de madre judía de Bujará (mizrají), mientras que su padre es judío asquenazí nacido en Ucrania. Estudió Ciencias políticas en la Universidad de Tel Aviv y obtuvo primero un B.A y luego un B.C.L. (Bachelor of Civil Law). Trabajó de 1995 a 1997, como asesor de Michael Ben-Yair, consejero jurídico del gobierno, y posteriormente como asesor del fiscal estatal, hasta en 1998.
Sa'ar es nombrado secretario del gobierno en 1999, cargo que conserva tras la victoria de Ariel Sharón en las Elecciones generales de Israel de 2001. En 2003 es elegido diputado del Knéset en las listas del Likud en las elecciones legislativas. Sa'ar fue nombrado presidente del grupo parlamentario del Likud. Entre otras medidas, se opuso al Plan de retirada unilateral israelí de los territorios ocupados e intentó aprobar una proposición de ley que exigiera un referéndum sobre este plan.
Sa'ar fue reelegido como diputado en las elecciones legislativas de 2006 y continuó siendo presidente del grupo parlamentario del Likud y vicepresidente de la Knéset.
Durante su segundo mandato, Sa'ar defendió dos proposiciones de ley : una para castigar con penas de cárcel a los empresarios que despiden a mujeres embarazadas y otra para prohibir los cosméticos con componentes animales.
En diciembre de 2008, la lista del ala dura del Likud defendida por Sa'ar, Silvan Shalom y Moshe Feiglin logra un fuerte apoyo, por lo que Sa'ar iría segundo, detrás de Benjamín Netanyahu, en la lista del Likud a las elecciones legislativas de 2009. Sa'ar fue nombrado ministro de Educación el 31 de marzo de 2009. Su acción en el ministerio estuvo marcada por la acentuación de la enseñanza de los valores y héroes sionistas en los programas escolares. Su acción política se granjeó el apoyo de los sindicatos de enseñantes.
Tras las elecciones de enero de 2013 y las nuevas negociaciones para formar un gobierno de coalición, en el mes de marzo se anuncia que será el rabino Shaï Piron (Yesh Atid) el designado para ocupar el cargo de ministro de Educación, mientras que Sa'ar iría a parar al ministerio del Interior.
Del 18 de marzo de 2013 al 4 de noviembre de 2014, ocupó el cargo de ministro del Interior en el ejecutivo Netanyahu III.
Sa'ar fue nuevamente elegido diputado en abril de 2019, para la 21.º legislatura, y en septiembre de 2019, para la 22.º legislatura. Durante 2019, Benjamín Netanyahu, primer ministro y dirigente del Likud, fue procesado por corrupción, fraude y abuso de confianza. En esa tesitura, Sa'ar se posicionó como su principal oponente con vistas a las elecciones primarias internas. El 26 de diciembre de 2019, Sa'ar obtuvo el 27,5 % de los votos, frente al 72,5% de los votos que obtuvo Netanyahu, que fue ampliamente respaldado por el partido.

## Controversias
En febrero de 2013, Sa'ar fue acusado de manera anónima de abusos sexuales hacia un miembro de su departamento. En marzo, el fiscal estatal anunció que la denuncia era falsa y exculpó el ministro.
El 14 de octubre de 2023, en el curso de la guerra en Gaza, en una entrevista con el Canal 12 News, el entonces ministro israelí sin cartera, Saar, dijo que Gaza «debe ser más pequeña al final de la guerra» y que «debe haber un área clasificada como zona de seguridad donde quien entre sea interceptado». Y añadió: «Debemos dejar claro el final de nuestra campaña a todos los que nos rodean. Quien inicie una guerra contra Israel debe perder territorio».

## Vida privada
En 2012, se divorció de su esposa, madre de sus dos hijas, con la que convivió durante 20 años. En 2013, se casó en segundas nupcias con la periodista y presentadora de televisión Geula Even, con la que tuvo un hijo y una hija.